# ロバート・パストレリ
ロバート・ジョゼフ・パストレリ（Robert Joseph Pastorelli 1954年6月21日 - 2004年3月8日）は、アメリカ合衆国の俳優。ロバート・パストレッリとも表記される。イタリア系アメリカ人。

## 略歴
ニュージャージー州ニューブランズウィック出身。
テレビドラマ『TVキャスター マーフィー・ブラウン』のエルディン・バーネッキー役で知られ、エミー賞にノミネートされた。
2004年3月8日、カリフォルニア州ハリウッド・ヒルズの自宅で死亡しているのが発見された。49歳。注射器とスプーン、それに白い粉の入ったバッグが死体の近くで発見された事から、ヘロインの過剰摂取による中毒が死因と発表された。
彼には1999年に拳銃自殺したとされる恋人に対する殺人容疑がかかっていた。当時の捜査で彼女の手だけでなくパストレリの手にも拳銃を撃った形跡が残されていた事が判明したため、女性の家族の要請により他殺として再捜査が行なわれている最中の突然の死であった。

## 主な出演作品

### 映画
| 公開年 | 邦題 原題                                             | 役名                       | 備考       | 吹き替え                                                         |
| ------ | ----------------------------------------------------- | -------------------------- | ---------- | ---------------------------------------------------------------- |
| 1987   | うるさい女たち Outrageous Fortune                     | ディーラー2                |            |                                                                  |
| 1987   | ビバリーヒルズ・コップ2 Beverly Hills Cop II          | ビニー                     |            | 沢木郁也（フジテレビ版） 不明（テレビ朝日版） 不明（VOD版）      |
| 1988   | メモリーズ・オブ・ミー Memories of Me                 | アル                       |            |                                                                  |
| 1990   | ダンス・ウィズ・ウルブズ Dance with Wolves            | ティモンズ                 |            | 麦人（ソフト版） 池田勝（日本テレビ版） 安西正弘（テレビ朝日版） |
| 1992   | Oh!大迷惑?! Folks!                                    | フレッド                   |            | 荒川太郎                                                         |
| 1993   | スリー・リバーズ Striking Distance                    | ジミー・デティロ刑事       |            | 牛山茂（ソフト版、テレビ朝日版） 谷口節（フジテレビ版）          |
| 1993   | 天使にラブ・ソングを2 Sister Act 2: Back in the Habit | ジョーイ・バスタマンテ     |            | 不明（ソフト版） 長島雄一（日本テレビ版）                        |
| 1993   | ロビン・クックの医療過誤 Harmful Intent               | デヴリン                   | テレビ映画 |                                                                  |
| 1996   | イレイザー Eraser                                     | ジョニー・キャステレオーネ |            | 辻親八（ソフト版） 樋浦勉（日本テレビ版）                        |
| 1996   | マイケル Michael                                      | ヒューイ・ドリスコル       |            | 土師孝也                                                         |
| 1997   | シンプル・ウィッシュ A Simple Wish                    | オリヴァー・グリーニング   |            | 佐山陽規                                                         |
| 2000   | ワイルド・チェイス Bait                               | ジャスター                 |            |                                                                  |
| 2001   | 黄金（きん）の谷のルーシー The Ballad of Lucy Whipple | クライド・クレイモア       | テレビ映画 |                                                                  |
| 2001   | 南太平洋 South Pacific                                | ルーサー                   | テレビ映画 |                                                                  |
| 2005   | Be Cool/ビー・クール Be Cool                          | ジョー                     |            |                                                                  |

### テレビシリーズ
| 放映年     | 邦題 原題                                      | 役名                         | 備考                  | 吹き替え |
| ---------- | ---------------------------------------------- | ---------------------------- | --------------------- | -------- |
| 1983       | セント・エルスウェア St. Elsewhere             | ダニー                       | 1エピソード           |          |
| 1983, 1985 | ヒルストリート・ブルース St. Elsewhere         | ジミー、ボビー               | 異なる役で2エピソード |          |
| 1987-1988  | 美女と野獣 Beauty and the Beast                | トニー、ヴィック             | 異なる役で2エピソード |          |
| 1988-1998  | TVキャスター マーフィー・ブラウン Murphy Brown | エルディン・バーネキー       | 44エピソード          | 斎藤志郎 |
| 1995       | Double Rush                                    | ジョニー・ヴェローナ         | 13エピソード          |          |
| 1997-1999  | Cracker                                        | ジェリー・フィッツジェラルド | 16エピソード          |          |